# Le Septième Commandement
Pour plus de détails, voir Fiche technique et Distribution.
Le Septième Commandement est un film français réalisé par Raymond Bernard en 1956 au cinéma, et sorti en salles en 1957.

## Synopsis
Nadia Vronskaïa grâce à sa beauté et sa distinction, avec ses deux complices Pilou et Labaroche, utilise une excellente méthode pour se procurer de l'argent sans risques. 
Il suffit d'entrer en relation avec un homme riche, de se faire aimer, lui avouer ses embarras financiers, et demander de fortes sommes en échange d'un diamant, que ses complices étaient chargés de voler par la suite.
Le Marquis d'Elgoïbar est sa première victime et lorsqu'il comprend la supercherie, et aussi pour ne pas risquer d'être ridiculisé, il préfère passer sous silence la perte du bijou.
Gilbert l'une de ses victimes, homme très riche, réapparaît soudainement et demande la main à Nadia qui se sépare de ses compères et disparaît pour mener une vie tout à fait rangée dans une maison bourgeoise dirigée par la tante Emilia. Quelques années plus tard, ses deux compères réapparaissent.

## Fiche technique
- Titre : Le Septième Commandement
- Réalisation : Raymond Bernard, assisté de  Pierre Gautherin
- Scénario : Jacques Companéez et Jean Marsan
- Décors : Paul-Louis Boutié
- Photographie : André Germain
- Son : Jacques Gallois
- Musique : René Sylviano
- Production : C.C.F.C pour U.D.I.F
- Pays de production :  France
- Format : Couleurs (Noir et Blanc) - son Monophonique
- Genre : Comédie
- Durée : 94 minutes
- Date de sortie : 
  - France : 1er février 1957 (Paris)

## Distribution
- Edwige Feuillère : Nadia Vronskaïa
- Jacques Dumesnil : Gilbert Odet
- Jacques Morel : Pilou
- Maurice Teynac : Labaroche
- Philippe Olive : Marquis d'Elgoïbar
- Jeanne Fusier-Gir : Tante Emilia
- Micheline Dax : La remplaçante
- Paul Bisciglia : Le chasseur
- Paul Faivre : Gabriel le jardinier
- Jean Lefebvre : Edouard
- Henri Virlogeux : Le garçon d'étage
- Jackie Sardou : Hélène la domestique
- Bernard Musson : le réceptionniste de l'hôtel
- Jacques Seiler : l'huissier de mairie
- Max Montavon